# サツ (バフィーの登場人物)
サツ (Satsu) は、アメリカ合衆国のコミック『Buffy The Vampire Slayer』の第8シーズンに登場する架空の人物。

## 特徴
バンパイア・スレイヤー。同じくバンパイア・スレイヤーであるバフィー・アン・サマーズの側近の一人で恋人。
日系アメリカ人の少女で、高校在学中にウィローの魔力によりスレイヤーの力を身につける。
背中に日本刀を差し、猫の顔をかたどった帽子をかぶっている。

## エピソード
初登場は第8シーズン第1作の『The Long Way Home』。
『Wolves at the Gate』でバフィーと恋に落ちるが、日本に赴任、そのまま現地にとどまる。

## 関連する人物
バフィー・アン・サマーズ
サツの恋人で上司。バンパイア・スレイヤー。
ケネディ
サツが日本に着任したときの上司。レズビアンのバンパイア・スレイヤー。